# 城隍廟
城隍廟（じょうこうびょう）は、城隍神を祭祀する為の廟所である。都市の外周に作られる「城」（城壁）と「隍」（堀）に対する信仰に始まる。中国文化では城隍神は都市の守護神で、その前身は水庸神である。ただしあまり神格は高くなく、『西遊記』などでは使い走りのような仕事をさせられていることが多い。

## 歴史

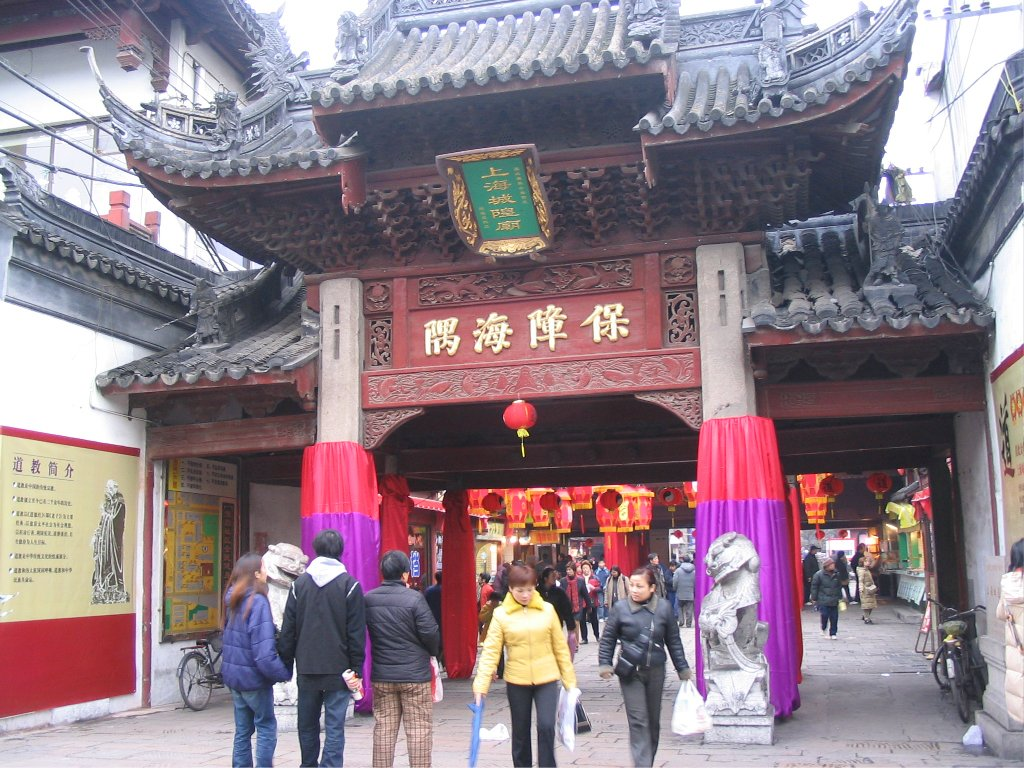
上海城隍廟

城壁と堀という意味での「城隍」という言葉は、後漢の班固の「西都賦序」に見られるのが最初といわれるが、祭祀についての記述はない。「城隍」は「水庸」（堀と城）とも称し、農業にまつわる8種の祭祀「八蜡」の一つとして『礼記・郊特牲』に現れるのが起源という説が有力である。
明確な記録としては、唐代に著された『北斉書・慕容儼伝』に「城隍神」を祭る祠があると記載されているのが最初である。唐代には他にも張説の「祭城隍文」当時の祭祀について書かれた文章が伝わっており、すでに一般化していたことがわかる。
宋代になると、国家行事のひとつとして城隍神を祭祀する機運が生まれ、城隍夫人も祭られるようになった。明代には太祖朱元璋の信仰もあり、祭祀が制度化され都市毎に城隍廟が建てられるようになった。清朝でも明代の祭祀を受け継ぎ、国家行事のひとつとして地方官吏が毎月1日と15日に参拝することなどを『欽定大清会典事例』で規定し、祭祀が続けられた。
台湾では、日本統治時代に皇民化運動で天照大神や天皇崇拝を奨励されたため、信仰の制限が行われた。中国大陸では、文化大革命によってあらゆる信仰が制限された。今日では民間信仰として復活している。

## 著名な城隍廟

### 中国大陸
| 名称         | 所在地             | 創建                              | 備考 |
| ------------ | ------------------ | --------------------------------- | --- |
| 福建都城隍廟 | 福建省福州市鼓楼区 | 西晋太康年間（280年-289年）       | |
| 芮城城隍廟   | 山西省運城市芮城県 | 北宋大中祥符年間（1008年-1016年） | 第五批全国重点文物保護単位 |
| 呉山城隍閣   | 浙江省杭州市       | 南宋紹興9年（1139年）             | |
| 北京都城隍廟 | 北京市西城区       | 元朝至元7年（1270年）             | 第三批北京市文物保護単位 |
| 楡次城隍廟   | 山西省晋中市楡次区 | 元朝至正22年（1362年）            | |
| 広州都城隍廟 | 広東省広州市越秀区 | 明朝洪武3年（1370年）             | 第四批広州市文物保護単位 文化大革命の時に弾圧を受け一時閉鎖された。廟内の神像は仏山に移された上、レストラン、民家、倉庫、工場に改築されてしまったが、文化財として再改装し、2010年10月に修復が完了した。 |
| 蘇州府城隍廟 | 江蘇省蘇州市       | 明朝洪武3年（1370年）             | 第三批江蘇省文物保護単位 |
| 南昌城隍廟   | 江西省南昌市西湖区 | 明朝洪武3年（1370年）             | |
| 寧波府城隍廟 | 浙江省寧波市海曙区 | 明朝洪武4年（1371年）             | 寧波市文物保護単位 |
| 西安城隍廟   | 陝西省西安市蓮湖区 | 明朝洪武20年（1387年）            | 第五批全国重点文物保護単位 |
| 上海城隍廟   | 上海市黄浦区       | 明朝永楽年間（1403年-1424年）     | 上海市文物保護単位 |

### 台湾
| 名称                                | 画像 | 所在地       | 創建                       | 備考 | 公式サイト |
| ----------------------------------- | ---- | ------------ | -------------------------- | --- | ---------- |
| 台湾府城隍廟                        |      | 台南市中西区 | 鄭氏政権永暦23年（1669年） | 国定古蹟 当時の承天府城（今の台南）東安坊郡署の右側にある。 |            |
| 鳳邑旧城城隍廟                      |      | 高雄市左営区 | 清朝康熙43年（1704年）     | 当時の鳳山県（今の左営区）にある。 |            |
| 全台首邑県城隍廟                    |      | 台南市北区   | 清朝康熙50年（1711年）     | |            |
| 嘉義城隍廟 （嘉邑城隍廟）           |      | 嘉義市東区   | 清朝康熙54年（1715年）     | 市定古蹟（三級古蹟） |            |
| 潮州城隍廟                          |      | 屏東県潮州鎮 | 清朝雍正4年（1726年）      | |            |
| 文澳城隍廟                          |      | 澎湖県馬公市 | 清朝雍正5年（1727年）      | 県定古蹟（三級古蹟） |            |
| 彰邑城隍廟                          |      | 彰化県彰化市 | 清朝雍正11年（1733年）     | |            |
| 新竹都城隍廟                        |      | 新竹市北区   | 清朝乾隆13年（1748年）     | 市定古蹟（三級古蹟） |            |
| 鹿港城隍廟                          |      | 彰化県鹿港鎮 | 清朝乾隆19年（1754年）     | 県定古蹟（三級古蹟） |            |
| 鹿草中寮安渓城隍廟                  |      | 嘉義県鹿草郷 | 清朝乾隆40年（1775年）     | |            |
| 媽宮城隍廟 （馬公城隍廟）           |      | 澎湖県馬公市 | 清朝乾隆42年（1777年）     | 県定古蹟（三級古蹟） |            |
| 鳳山城隍廟                          |      | 高雄市鳳山区 | 清朝嘉慶5年、（1800年）    | |            |
| 基隆護国城隍廟                      |      | 基隆市仁愛区 | 清朝嘉慶23年（1818年）     | |            |
| 台北霞海城隍廟 （大稲埕霞海城隍廟） |      | 台北市大同区 | 清朝咸豊9年（1859年）      | 市定古蹟（三級古蹟） |            |
| 台湾省城隍廟                        |      | 台北市中正区 | 清朝光緒7年（1881年）      | 創建当初は「台北府城隍廟」という名称であったが、日本統治時代の1907年（明治40年）に閉鎖された。その後1945年（民国34年）10月25日に祭祀が再開され、1947年（民国36年）11月に現在の場所へ移転した。 |            |
| 台北府城隍廟                        |      | 台北市松山区 | 1921年（大正10年）         | 旧松山昭明廟。1921年（大正10年）に、「台北府城隍廟」の信徒たちが神像を松山に供奉し、松山昭明廟を建立した。2002年（民国91年）8月8日に現在の名称に改称された。                                   |            |
| 高雄市霞海城隍廟                    |      | 高雄市塩埕区 | 1936年（昭和11年）         | 台北霞海城隍廟からの分祀。 |            |
| 台中市晋封威霊公都城隍廟            |      | 台中市東区   | 1966年（民国55年）         | 新竹都城隍廟からの分祀。 |            |

### 香港
- 油麻地城隍廟
- 湾仔城隍廟
- 観塘城隍廟
- 九龍城城隍廟

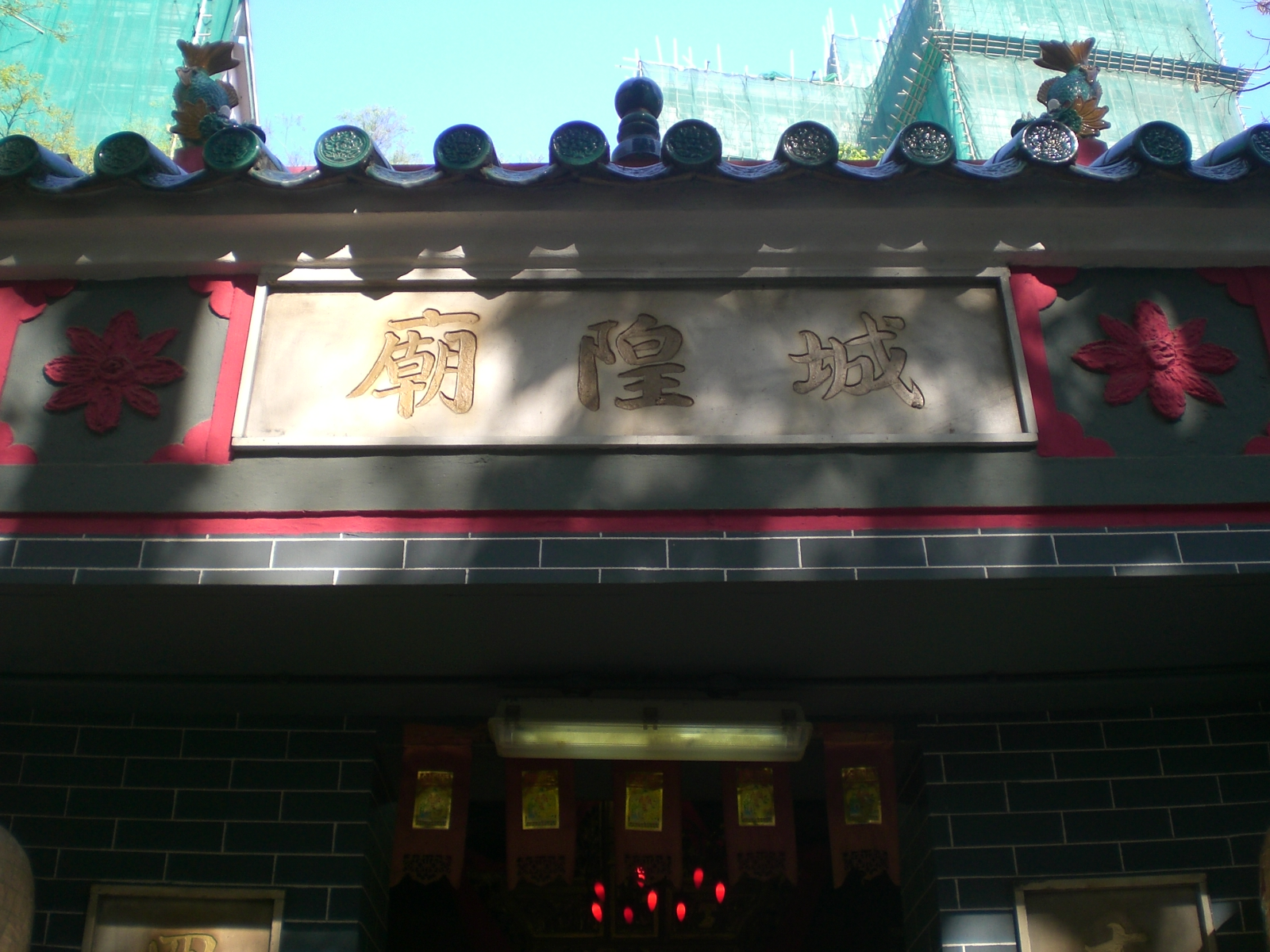
筲箕湾城隍廟

- 筲箕湾城隍廟（中国語版）（清朝光緒3年（1877年）建立）

### マカオ
- 望廈（中国語版）城隍廟（清朝光緒34年（1908年）建立）[2]

### シンガポール
- 韭菜芭城隍廟